# Gottfried Böhm
Gottfried Böhm (Offenbach na Majni, 23. siječnja 1920. – Köln, 9. lipnja 2021.) bio je jedan od najvažnijih njemačkih modernih arhitekata koji je svoj ugled izgradio izrazito plastičnim zgradama od betona, čelika i stakla koje se smatraju „arhitektonskim ikonama 20. stoljeća”; dobitnik Pritzkerove nagrade za arhitekturu (1986.), poznat i kao jedan od prvih autora postmodernizma (postmoderna arhitektura). 

## Životopis
Rođen je u obitelji arhitekata u Offenbachu u Hessenu. Njegov djed, kao i otac, Dominikus Böhm, su izgradili nekoliko crkava u Njemačkoj. Gottfried je nakon diplome na Tehničkom sveučilištu u Münchenu 1946. god. izučavao kiparstvo na obližnjoj akademiji. Od 1947., do očeve smrti 1955. god., radio je sa svojim ocem. Tijekom toga razdoblja radio je i pod vodstvom Rudolfa Schwarza u Kölnu. od. 1951. radio je šest mjeseci i u New Yorku. Tijekom putovanja u Ameriku sreo je dvije najveće inspiracije, Mies van der Rohea i Waltera Gropiusa.
Od 1955. god. preuzima očevu tvrtku i gradi mnogo građevina po Nemačkoj, uključujući crkve, muzeje, urede, kuće i apartmane. Smatrali su ga i ekspresionistom i arhitektom post-Bauhausa. On sebe definira kao arhitekta koji spaja prošlost i budućnost, između svijeta ideja i tvarnog svijeta, između zgrada i njihovog okoliša.
Njegovi rani projekti su uglavnom od betona, a kasnije više koristi čelik i staklo. U mnogim njegovim projektima primećuje se njegova skrb za urbanizam, poput uređenja vjerskog kompleksa u Kolnu i Praškog trga u Berlinu, te četvrti Lingotto u Turinu. Najpoznatija građevina Gottfried Böhmsa je katedrala u Marijinskom svetišu u Nevigesu.
Od 1968. god. član je Berlinske akademije umjetnosti, a od 1993. god. Zavoda za arhitekturu Akademije umjetnosti.
God. 1986. dobio je Pritzkerovu nagradu za arhitekturu, koja se smatra jednim od najprestižnijih svetskih priznanja za arhitekturu.
Böhm je u braku s Elisabeth Böhm, arhitekticom koju je upoznao tijekom studija u Münchenu. Ona mu je također asistirala u nekoliko njegovih projekata, radeći uglavnom na unutarnjem uređenju

## Stipendija Gottfried Boehm
Povodom 100. rođendana kölnskog arhitekta Gottfrieda Böhma, gradonačelnica Kölna, Henriette Reker, predložila je stipendiju u čast međunarodno poznatog arhitekta 2020. godine. Stipendija će se prvi put provoditi 2023. godine. Poslijediplomski arhitekti mogu se prijaviti do 31. kolovoza 2023. Stipendija počinje u listopadu 2023. i traje jednu godinu.
Stipendija Gottfrieda Böhma podupire poslijediplomske arhitekte koji su posebno zainteresirani za vezu između arhitekture i urbanizma. Jednogodišnji boravak u metropoli Kölnu odvija se pod pokroviteljstvom gradonačelnice Kölna Henriette Reker. Stipendist ima priliku godinu dana raditi na kreativnim i vizionarskim zadacima u arhitekturi i urbanom planiranju za Köln i njegovu periferiju. Za to razdoblje dobit će besplatan smještaj, posao u kreativnom okruženju usred grada i mjesečnu potporu u ukupnom iznosu od 2500 eura. Stipendiju oglašava i njome upravlja Udruga prijatelja i sponzora Tehničkog sveučilišta u Kölnu e.V.

## Djela
- Crkva Svete Uršule, Hirt, 1954.—56.
- Crkva sv. Marije, Kraljice mira u Nevigesu (1962.) fotografije
- Crkva sv. Ane, Hemern, 1963.
- Hubertsova crkva u Aachenu, 1965.
- Vjerski kompleks (crkva, centar za mlade i knjižnica) u Kölnu (1968.) fotografije
- Glavna zgrada Ureda za statistiku, Düsseldorf, 1972.—75.
- Poslovna zgrada Züblin u Stuttgartu (1985.) fotografija
- Pješački most, Holisheim, 1986—87.
- Gradska vijećnica u Bensbergu (Bergisch Gladbach)
- Zgrada Općine u Rheinbergu
- Restoran u Bad Kreuznachu
- Općinski centar u Bergisch Gladbachu
- Prodavnica Peek + Cloppenburg u Berlinu
- Deutsche Bank u Luxembourgu
- Općinska vijećnica Köln-Kalk, 1992.
- Tržni centar WDR (u suradnji s Elisabeth Böhm i Peterom Böhmom, 1991. – 1998.
- Hans Otto Theater u Potsdamu (1999. – 2006.)
- Gradska knjižnica u Ulmu, 1998. – 2004.

- Unutrašnjost Svete Uršule, Hirt, 1954.—56.
- Hubertsova crkva u Aachenu, 1965.
- Crkva sv. Ane, Hemern, 1963.
- Pješački most, Holisheim, 1986—87.
- Općinska vijećnica Köln-Kalk, 1992.
- Gradska knjižnica u Ulmu, 1998.-2004.

## Vanjske poveznice
- Gottfried Böhm na arch INFORM (njem.)
- Biografija na stranicama Pritzkerove nagrade (engl.)